# Lymantria horishana
Lymantria horishana är en fjärilsart som beskrevs av Matsumura 1931. Lymantria horishana ingår i släktet Lymantria och familjen tofsspinnare. Inga underarter finns listade i Catalogue of Life.